# Франек, Петр
Петр Франек (чеш. Petr Franěk; 6 апреля 1975, Мост, Чехословакия) — бывший чешский хоккеист, вратарь. Чемпион мира 1996 года. Завершил карьеру в 2014 году.

## Карьера
Петр Франек начал свою карьеру в клубе «Литвинов», выступавшем в чемпионате Чехословакии. С 1989 по 1993 год играл за юниорские команды, в конце сезона 1992/93 дебютировал в основной команде. После успешного сезона 1995/96, когда Франек помог «Литвинову» выйти в финал Экстралиги, а также стал чемпионом мира в составе сборной Чехии, он отправился в Северную Америку. Отыграв за океаном три сезона, он вернулся в Европу. Играл за немецкие клубы  «Нюрнберг Айс Тайгерс» и «Изерлон Рустерс», а также в чешской Экстралиге за пражскую «Славию» и «Литвинов», в котором закончил карьеру в 2014 году. После окончания карьеры тренирует юниоров в Литвинове.

## Достижения

### Командные
- Чемпион мира 1996
- Серебряный призёр Экстралиги 1996, 2004 и 2006
- Бронзовый призёр чемпионата Европы среди юниоров 1993

### Личные
- Участник матча всех звёзд АХЛ 1998
- Лучший вратарь плей-офф Экстралиги 2004 по коэффициенту надёжности (1.97 гола за матч)

## Статистика
Всего за карьеру провёл 667 игр (в Экстралиге — 508, в АХЛ — 59, в ИХЛ — 52, в немецкой лиге — 37, в CHL/Colonial Hockey League — 6, в Евролиге — 4, в сборной Чехии — 1)